# لنغان (غرمي)
لنغان (بالفارسية: لنگان) هي مستوطنة تقع في قسم اجارود الغربي الريفي في إيران.